# روبرت هيوز (كاتب)
روبرت هيوز (بالإنجليزية: Rupert Hughes)‏ (31 يناير 1872، لانكستر في الولايات المتحدة - 9 سبتمبر 1956، هوليوود في الولايات المتحدة)؛ مؤرخ، مخرج أفلام، كاتب سيناريو، ممثل وروائي أمريكي.

## روابط خارجية
- روبرت هيوز على موقع IMDb (الإنجليزية)
- روبرت هيوز على موقع قاعدة بيانات برودواي على الإنترنت (الإنجليزية)
- روبرت هيوز على موقع قاعدة بيانات الفيلم (الإنجليزية)